# Авутова, Гульнара Мамутовна
Гульнар Мамутовна Авутова (каз. Гүлнар Мамытқызы Аутова, род. 10 ноября 1964, Большой Аксу, Казахская ССР, СССР) — уйгурская поэтесса, кандидат филологических наук, член Союза писателей Казахстана.

## Биография
Родилась 10 ноября 1964 года в селе Большой Аксу, Казахская ССР.
После окончания средней школы в 1982 году окончила русско-уйгурское отделение филологического факультета Казахского педагогического института имени Абая. В дальнейшем работала научным сотрудником в Центре уйгурских исследований Института востоковедения. 
Тогда же занималась поэтическим творчеством. В 1990 году в издательстве «Жазушы» вышел её первый сборник стихов «Гулзарим». Также выпускала свои работы в журнале «Интизар» и газете «Уйгур Авази». Опубликовала сборник статей «Говори правду, не боясь...» (на уйгурском языке) («Мир», 2007), посвященном творчеству уйгурского поэта Лутфуллы Муталлипа. Также выпустила свои стихи в сборниках «Мадонны Турана» (2007), «Шейрийят Гулзари» («Сад поэзии») (2007) и «Казахстан – Менің ватаним» («Казахстан – моя Родина») (2008). Под её руководством издательством «Мектеп» вышел учебник для девочек 9-го класса «Технология».
Также написала более 70 опубликованных научных работ, которые были размещены в научных журналах и сборниках материалов международных и республиканских конференций.

## Труд
- Аутова, Гульнара Мамутовна. Творческое наследие Литпуллы Муталлипа : автореферат дис. ... кандидата филологических наук : 10.01.02. — Алматы, 1994. — 25 с. : ил.